# Secreție

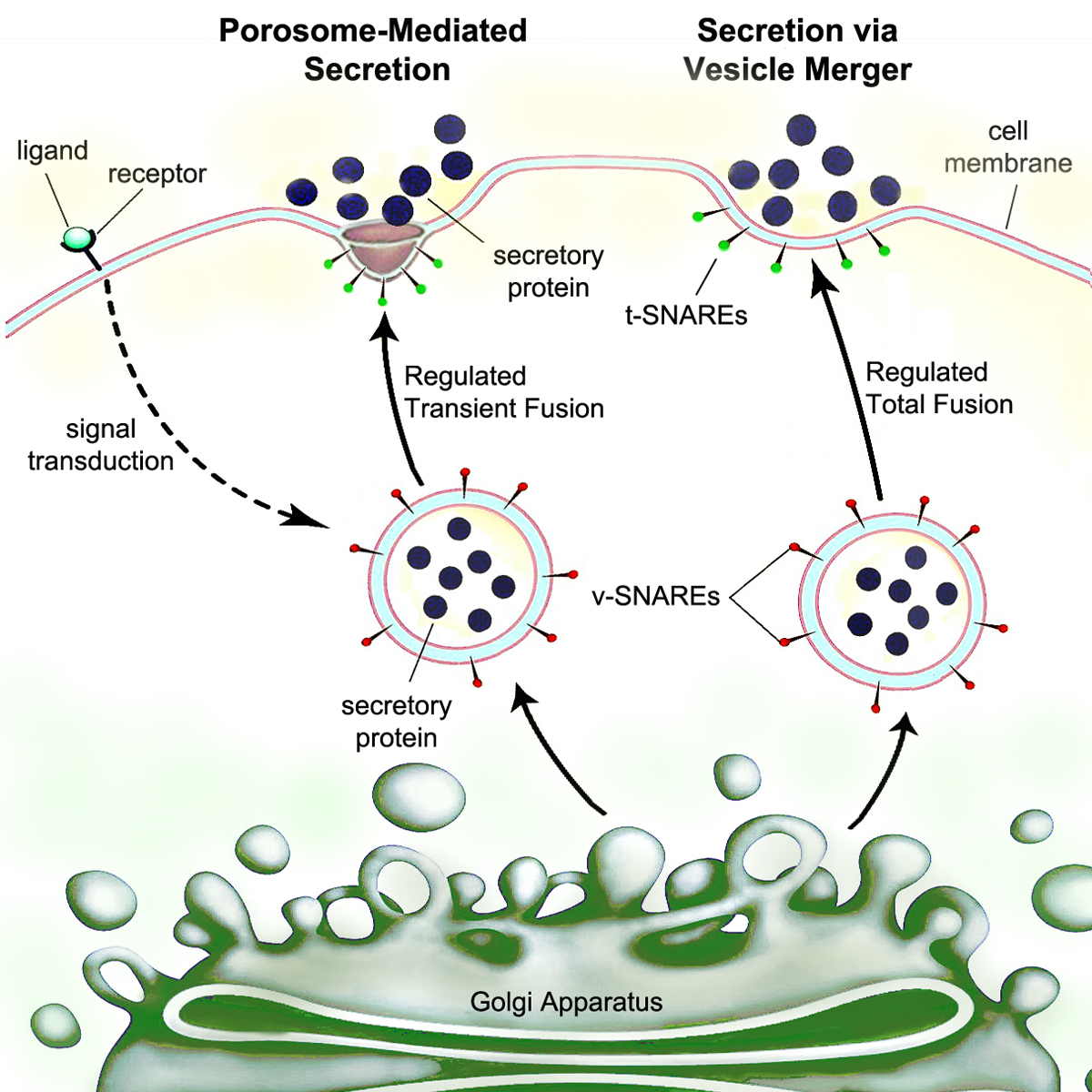
Schemă a proceselor de secreție

Secreția reprezintă eliberarea conținutului secretat de către o celulă sau glandă a organismului. În schimb, excreția este eliminarea anumitor substanțe sau produse reziduale dintr-o celulă sau dintr-un organism. Mecanismul clasic de secreție celulară se realizează prin intermediul unor porozomi, structuri lipoproteice permanente în formă de cupă încorporate în membrana celulară, în care veziculele secretorii se ancorează și fuzionează în mod tranzitoriu pentru a elibera conținutul intra-vezicular din celulă.
La speciile bacteriene, secreția înseamnă transportul sau translocarea moleculelor efectoare. De exemplu: proteine, enzime sau toxine (cum ar fi toxina holerică la bacteria pateogenă Vibrio cholerae) din interiorul unei celule bacteriene (citoplasmă sau citosol) către exteriorul acesteia. Secreția este un mecanism foarte important în funcționarea și operarea bacteriilor în mediul lor natural pentru adaptare și supraviețuire.

## Patologie

### Hipersecreție
Hipersecreția este secreția anormal de mare sau anormal de rapidă a unui hormon, ceea ce se caracterizează de multe ori prin afecțiuni grave precum gigantism daca se prezintă la copilărie sau acromegalie daca se prezintă la maturitate.
Hipersecreția nu poate fi tratată prin terapie de substituție hormonală. De aceea este deseori tratată prin administrarea medicamentelor inhibitori pentru glanda care hipersecretă hormoni sau prin schimbarea stilului de viață. Dacă este prezentă o tumoare aceasta poate fi înlăturată chirurgical sau prin terapie cu radiații.

### Hiposecreția
Hiposecreția este secreția anormal de mică sau anormal de înceată a unui hormon, ceea ce se caracterizează de multe ori prin afecțiuni grave precum cretinism sau nanism hipofizar daca se prezintă în copilărie sau mixedem dacă se prezintă la maturitate.